# Blockbuster Entertainment Awards de 1998
A cerimônia Blockbuster Entertainment Award de 1998 foi exibida em 10 de março de 1998, em Los Angeles, California.
Os vencedores aparecem a negrito:

## Melhor Ator
| - Titanic: Leonardo DiCaprio - O Homem Que Fazia Chover: Matt Damon - Contato: Matthew McConaughey - O Mentiroso: Jim Carrey - Será Que Ele É?: Kevin Kline - Austin Powers - 000 Um Agente Nada Discreto: Mike Myers - MIB - Homens de Preto: Will Smith - O Mundo Perdido: Jurassic Park: Jeff Goldblum - MIB - Homens de Preto: Tommy Lee Jones | - Pânico 2: David Arquette - Eu Sei o que Vocês Fizeram no Verão Passado: Freddie Prinze Jr. - A Relíquia: Tom Sizemore - Teoria da Conspiração: Mel Gibson - Beijos Que Matam: Morgan Freeman - O Chacal: Bruce Willis - A Outra Face, Con Air - A Rota da Fuga: Nicolas Cage - Força Aérea Um: Harrison Ford - A Outra Face: John Travolta |

## Melhor Atriz
| - Titanic: Kate Winslet - Contato: Jodie Foster - Evita: Madonna - Batman & Robin: Uma Thurman - O Mundo Perdido: Jurassic Park: Julianne Moore - Alien - A Ressurreição: Sigourney Weaver - O Casamento do Meu Melhor Amigo: Julia Roberts - Será Que Ele É?: Joan Cusack - Austin Powers - 000 Um Agente Nada Discreto: Elizabeth Hurley | - Teoria da Conspiração: Julia Roberts - Beijos Que Matam: Ashley Judd - O Santo: Elisabeth Shue - O Inferno de Dante: Linda Hamilton - O Pacificador: Nicole Kidman - Anaconda: Jennifer Lopez - Pânico 2: Neve Campbell - Pânico 2: Courteney Cox - Eu Sei o que Vocês Fizeram no Verão Passado: Jennifer Love Hewitt |

## Melhor Ator Coadjuvante
| - O Casamento do Meu Melhor Amigo: Rupert Everett - O Mentiroso: Justin Cooper - Será Que Ele É?: Tom Selleck - Con Air - A Rota da Fuga: John Cusack - A Outra Face: Alessandro Nivola - Força Aérea Um: Gary Oldman - Pânico 2: Jamie Kennedy - Spawn - O Soldado do Inferno: John Leguizamo - Eu Sei o que Vocês Fizeram no Verão Passado: Ryan Phillippe | - Batman & Robin: Chris O'Donnell - MIB - Homens de Preto: Vincent D'Onofrio - Batman & Robin: Arnold Schwarzenegger - Teoria da Conspiração: Patrick Stewart - Beijos Que Matam: Cary Elwes - O Chacal: Sidney Poitier - Titanic: Billy Zane - O Homem Que Fazia Chover: Danny DeVito - Contato: Tom Skerritt |

## Melhor Atriz Coadjuvante
| - Breakdown - Implacável Perseguição: Kathleen Quinlan - Poder Absoluto: Judy Davis - O Chacal: Diane Venora - Alien - A Ressurreição: Winona Ryder - MIB - Homens de Preto: Linda Fiorentino - Batman & Robin: Alicia Silverstone - Força Aérea Um: Glenn Close - A Outra Face: Joan Allen - Con Air - A Rota da Fuga: Rachel Ticotin | - Eu Sei o que Vocês Fizeram no Verão Passado: Sarah Michelle Gellar - Pânico 2: Jada Pinkett Smith - Spawn - O Soldado do Inferno: Theresa Randle - O Casamento do Meu Melhor Amigo: Cameron Diaz - Será Que Ele É?: Debbie Reynolds - O Mentiroso: Jennifer Tilly - Titanic: Kathy Bates - O Homem Que Fazia Chover: Claire Danes - Advogado do Diabo: Charlize Theron |

## Música
| - MIB - Homens de Preto - Evita - Um Anjo em Minha Vida | - Evita - Pela canção "Don't Cry For Me Argentina". - Hércules - Pela canção "Go The Distance". - Con Air - Pela canção "How Do I Live". |

## Outros
| - O Rei da Baixaria: Howard Stern - Tropas Estelares: Casper Van Dien - Spawn - O Soldado do Inferno: Michael Jai White - Eu Sei o que Vocês Fizeram no Verão Passado: Jennifer Love Hewitt - O Quinto Elemento: Milla Jovovich - Tropas Estelares: Denise Richards - Flubber - Uma Invenção Desmiolada: Robin Williams - Meu Filho das Selvas: Tim Allen - George - O Rei da Floresta: Brendan Fraser | - Anastasia - Cats Don't Dance - Hércules - Robert Duvall - Arnold Schwarzenegger |